# Francisco Casanovas
Francisco Casanovas Tallardá (Barcelona, 9 de octubre de 1899 - Murcia, 16 de diciembre de 1986) fue un director de orquesta, compositor, pedagogo, clarinetista, saxofonista y flautista español.

## Biografía
Nació en Barcelona el 9 de octubre de 1899, en la plaza de la Estrella de San Gervasio. Cursó los primeros estudios en el Conservatorio de Música del Liceo de Barcelona y Escuela Municipal. Estudió armonía y composición con los maestros Lamote de Grignon y Morera, y se especializó en el estudio de flauta con el profesor Vila. Tuvo entre sus compañeros de clase al famoso especialista en teoría musical Joaquín Zamacois. A los quince años, en 1915, debutó en el Gran Teatro del Liceo junto al violinista Eduardo Toldrá y la clavecinista polaca Wanda Landowska, con el Concierto nº 5 de Brandemburgo, de Johann Sebastian Bach. En el intermedio de dicha actuación interpretó algunas arias junto a la soprano María Barrientos. En 1918 debutó con la Orquesta Sinfónica del Gran Teatro del Liceo en el Palacio de la Música Catalana. En 1919 ingresó como solista en la recién creada Orquesta de cámara Pau Casals, tras ser escuchado personalmente por el propio violonchelista. Con esta orquesta, Casanovas actuó, entre otros, en el Teatro de los Campos Elíseos de París, con motivo de los Juegos Olímpicos de 1924.
En 1925 fue requerido por Eduardo Granados Gal, hijo del célebre compositor Enrique Granados, para interpretar con el clarinete el famoso solo del inicio de la Rhapsody in Blue de George Gershwin; fue la primera interpretación de esta obra en España. Hacia 1930 llega a la India por primera vez, para una gira de conciertos con su orquesta de jazz. Poco después será nombrado director del Conservatorio de Música de Calcuta. Su larga etapa en la India duraría 27 años. Allí hizo amistad, entre otros, con la madre Teresa de Calcuta, con la familia Mountbatten (último virrey inglés de la India), con Pandit Nehru (primer ministro indio) y con Gandhi. Pero, quizás, con quien mantuvo una amistad más estrecha fue con Mehli Mehta (padre del director de orquesta Zubin Mehta, de quien fue el primer profesor de música), quien había fundado la Orquesta Sinfónica de Bombay, de la que era su director y concertino. La fructífera colaboración musical con Mehta culminó en 1952, con la gira de conciertos que ofreció el violinista Yehudi Menuhin en la India. Éste actuó con las orquestas de Bombay y Calcuta por diferentes ciudades del país. El concertino era Mehli Mehta, y el director de orquesta, Francisco Casanovas. También colaboró en la India con el premio Nobel de Literatura Rabindranath Tagore; así, mientras el Himno de la India es de Tagore, la armonización es de Casanovas[cita requerida]. Obtuvo el primer premio y botón de oro de saxofón (instrumento que había aprendido de forma autodidacta en París) en la última edición del Concurso Internacional de Interpretación organizado por la casa Columbia de Nueva York, en 1948, con su obra Guajiras para saxofón y piano. Llega a ser director de la Orquesta Sinfónica de Jazz de Nueva York.
Casanovas dejó la India definitivamente en 1956, marchando a Gran Bretaña donde permaneció algunos años. En 1959 regresó a Barcelona, donde fue invitado a dirigir las mejores orquestas de la ciudad catalana (Orquesta de Cámara, Orquesta Sinfónica y la Orquesta Sinfónica de Jazz). Bajo su experta batuta han actuado artistas de la categoría de Benno Moiseiwitsch, Yehudi Menuhin, Gaspar Cassadó y Mehli Mehta. Entre 1959 y 1967, se instala en Tarragona y dirige la banda de música y la Sociedad Musical La Lira Ampostina , y también crea, en la misma ciudad, la Orquesta de Cámara y el Orfeón Ocells de Montsià. Compuso, entre otras obras, el himno de la entidad. Hacia 1965, y a través de un amigo común, el guitarrista Narciso Yepes, entabla amistad con el director de orquesta ruso Ígor Markévich, primer director titular de la Orquesta Sinfónica de Radio Televisión Española.
Tras su etapa en Amposta, viajó a Valencia, donde dirigió la Orquesta Municipal; asimismo se hizo cargo, desde 1967 a 1969, de la dirección de la banda de música y de la academia de la Unión Musical de Liria. El 5 de diciembre de 1969, la entidad le impone su insignia de oro «por su extraordinaria labor», según reza el programa que se edita al efecto. 
En 1970 llegó a Torrevieja donde se hizo cargo del puesto de director de la Unión Musical Torrevejense y de su academia musical. Durante más de doce años formó a una generación de músicos, muchos de los cuales ocupan hoy día puestos destacados en el panorama musical levantino y nacional. Falleció el 16 de diciembre de 1986 en Murcia. Está enterrado en la ciudad de la sal.

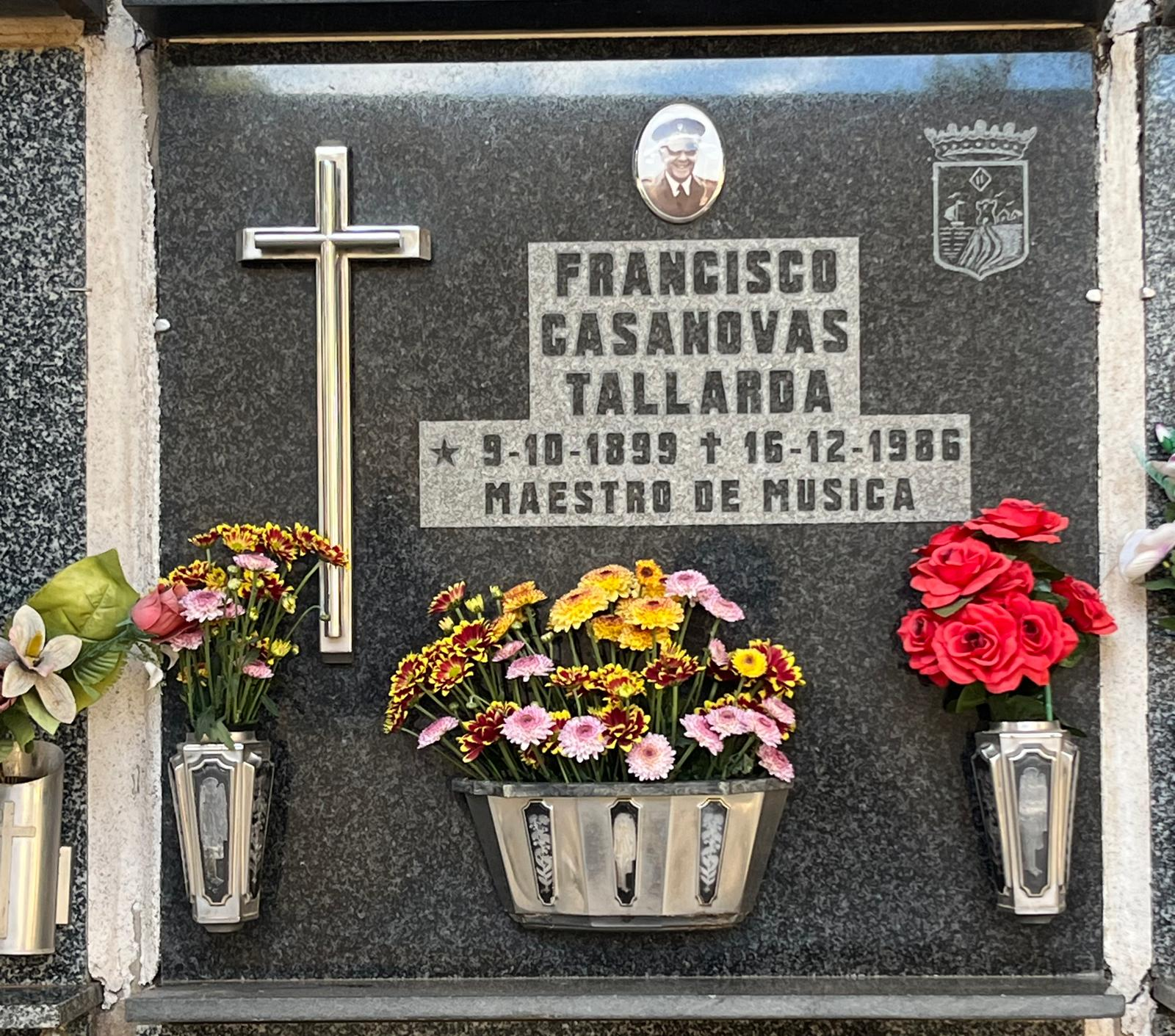
Lugar de reposo de los restos del Maestro Casanovas en el cementerio municipal de Torrevieja

## Obra
Como compositor, merecen especial mención sus obras:
- Obertura sobre temas indios
- Poemas sinfónicos: Ellen´s vision, Legend, Perfume de oriente, Rapsodia Céltica, Admiración y Destellos.
- Sinfonía en re «Cronológica»
- Concierto en re mayor para flauta y orquesta (hoy desgraciadamente desaparecido)
- Rapsodia para violín y orquesta de cuerdas
- Concierto fugal en la menor para orquesta
- La gata i el belitre (dedicada a Narciso Yepes)
- Himno oficial de La India (conjuntamente compuesto con Rabindranath Tagore), el maestro Casanovas se encargó de la armonía.

## Reconocimientos
Actualmente, dos ciudades, Torrevieja y Amposta, le han dedicado sendas calles al maestro.
Además llevan su nombre el Conservatorio de Torrevieja y un coro de la misma ciudad (Coro Maestro Casanovas).